# Реймер, Вик
Вик Ре́ймер (англ. Vic Raymer) — канадский кёрлингист.

## Биография
В составе мужской сборной Канады чемпион мира 1961 года.
В 1961 году Эктор Жерве сформировал свою собственную команду в клубе Alberta Avenue Curling Club (Эдмонтон), кроме Жерве участниками команды были Рон Энтон, Рэй Вернер и Уолли Урсуляк. Эта команда победила в чемпионате провинции Альберта, а также выиграла чемпионат Канады 1961. Сезон команда заканчивала с Виком Реймером вместо Рона Энтона, выиграв чемпионат мира 1961 года.
Играл на позиции второго.

## Достижения
- Чемпионат мира по кёрлингу среди мужчин: золото (1961).
- Чемпионат Канады по кёрлингу среди мужчин: золото (1961), серебро (1962).

## Команды
| Сезон   | Четвёртый   | Третий     | Второй     | Первый        | Турниры |
| ------- | ----------- | ---------- | ---------- | ------------- | ------- |
| 1960—61 | Эктор Жерве | Рэй Вернер | Вик Реймер | Уолли Урсуляк | ЧМ 1961 |

(скипы выделены полужирным шрифтом)